# La Reine des Césars
Pour les articles homonymes, voir Cléopâtre (film) et Cléopâtre.
Pour plus de détails, voir Fiche technique et Distribution.
La Reine des Césars (Cleopatra), est un film de J. Gordon Edwards, sorti en 1917. Le film a été longtemps censuré, et les dernières copies ont brûlé dans un incendie à la Fox. Il n'en subsiste aujourd'hui que quelques fragments.

## Synopsis
L'histoire de Cléopâtre, reine d'Égypte, et la romance la liant à Jules César et à Antoine.

## Fiche technique
- Titre : La Reine des Césars[1]
- Titre original : Cleopatra
- Réalisation : J. Gordon Edwards
- Scénario : H. Rider Haggard et Adrian Johnson, d'après la pièce de Victorien Sardou écrite en 1890[1]
- Photographie : John W. Boyle, Rial Schellinger et George Schneiderman
- Montage : Edward M. McDermott
- Production : William Fox
- Société de production : 20th Century Fox
- Direction artistique : George James Hopkins
- Pays de production :  États-Unis
- Format : noir et blanc - 1,33:1 - Format 35 mm - film muet
- Genre : drame - péplum
- Durée : 125 minutes
- Dates de sortie :
  - États-Unis : 14 octobre 1917
  - France : 30 janvier 1917[1]

## Distribution
- Theda Bara : Cléopâtre
- Fritz Leiber :  Jules César
- Thurston Hall : Antoine
- Alan Roscoe :  Pharon
- Herschel Mayall :  Ventidius
- Dorothy Drake : Charmian
- Delle Duncan : Iras
- Henri De Vries : Octavien
- Art Acord : Kephren
- Hector Sarno : Messager
- Genevieve Blinn : Octavia

## Autour du film
Cléopâtre est le film le plus élaboré de son temps, avec un budget de 500 000 dollars et 2 000 employés.
Theda Bara apparaît dans un grand nombre de costumes, dont certains sont plutôt osés. Quelques années plus tard lorsque le Code Hays est imposé à Hollywood, le film est jugé trop obscène pour être diffusé.

Scènes en provenance du film
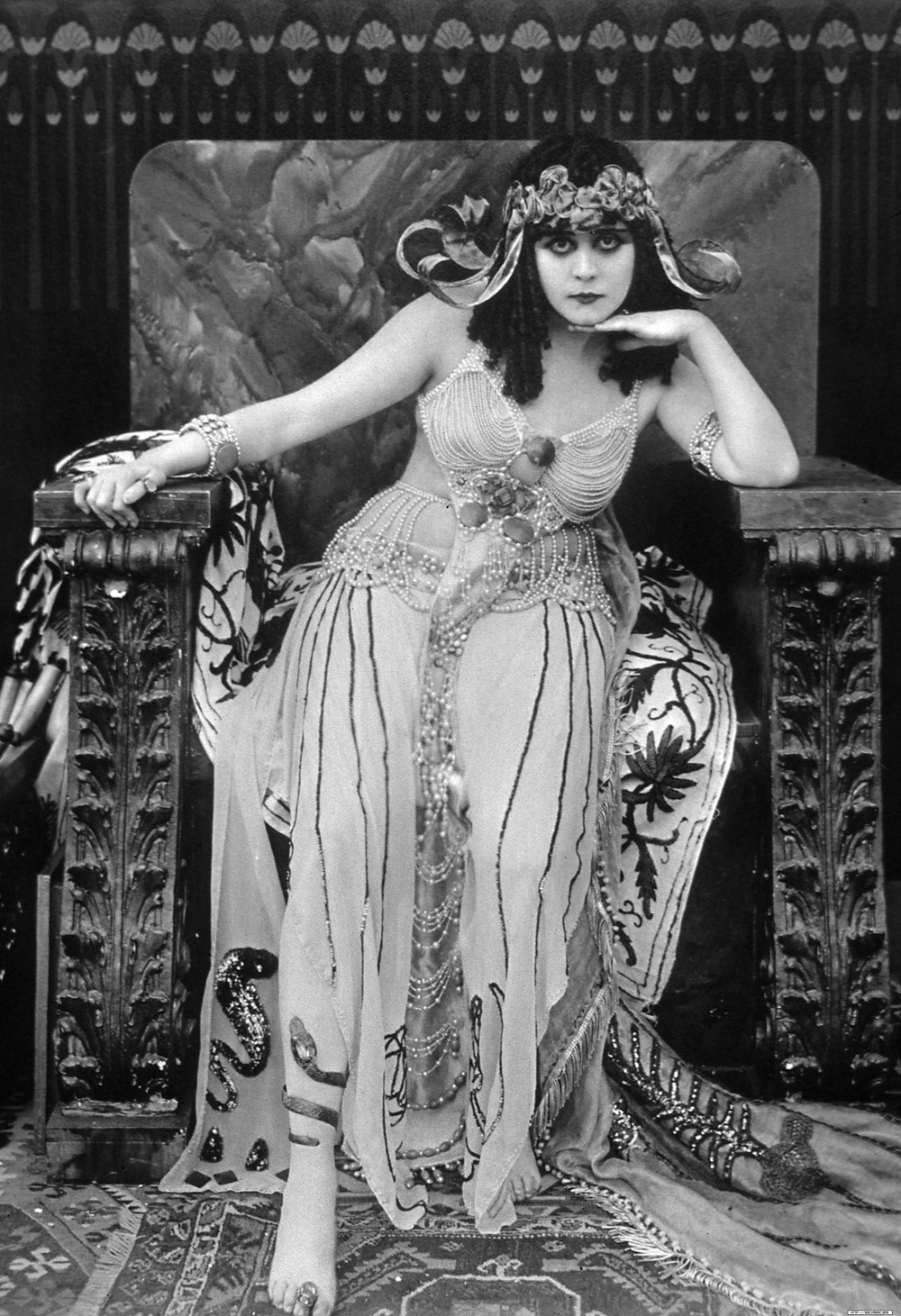
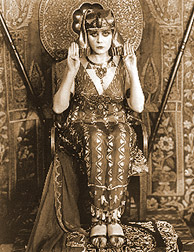
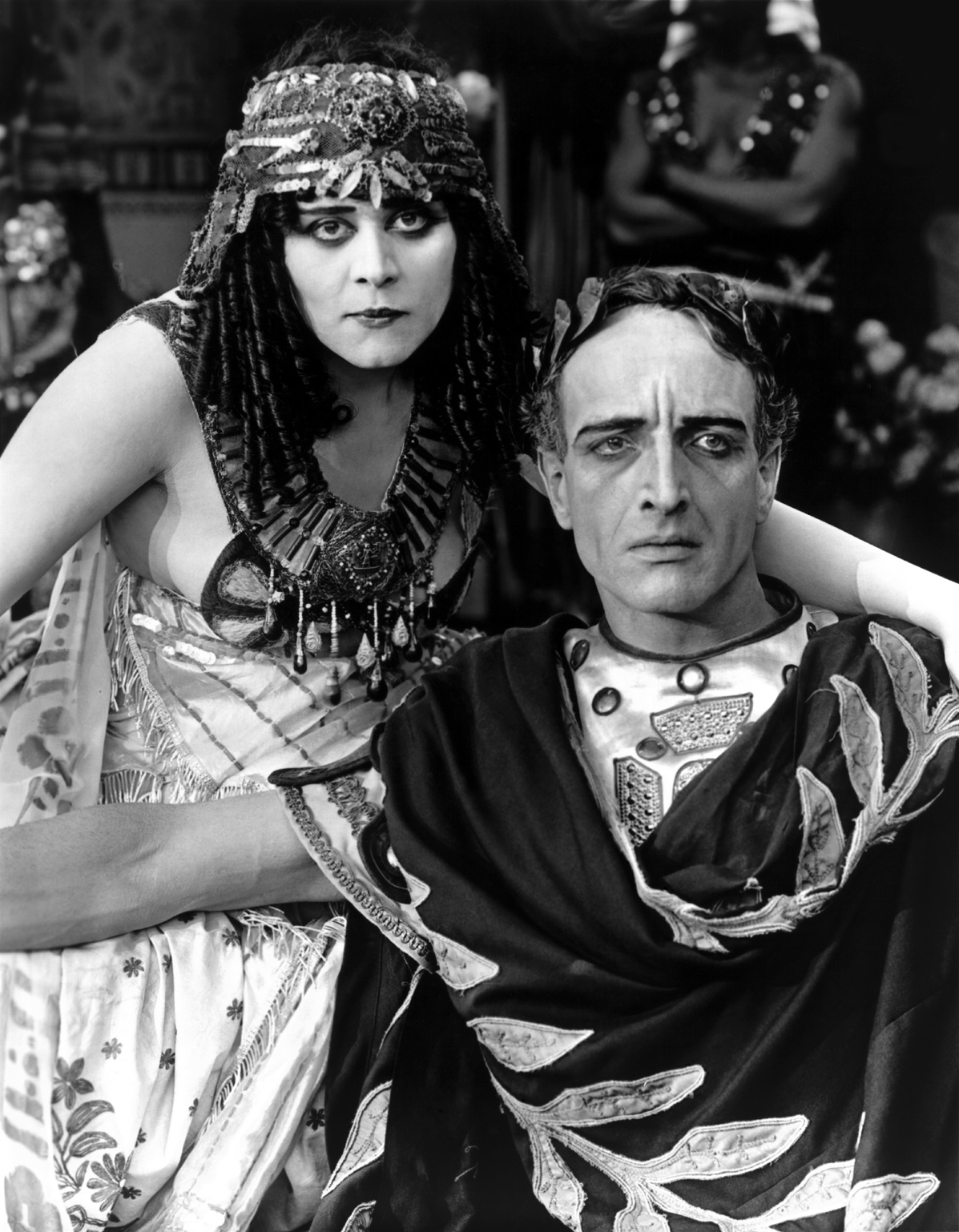
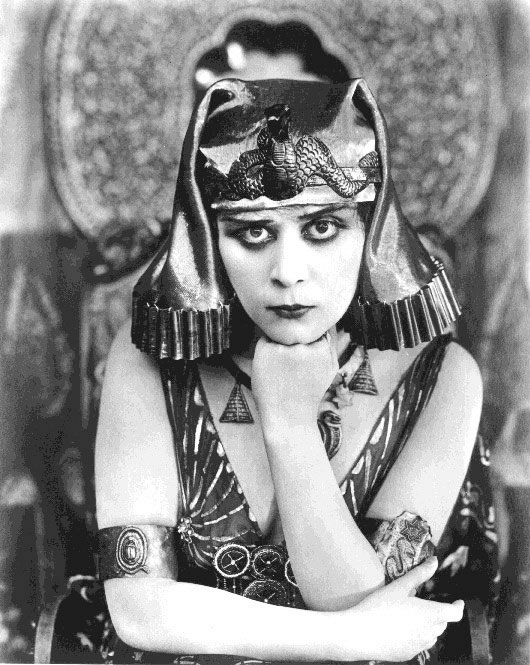
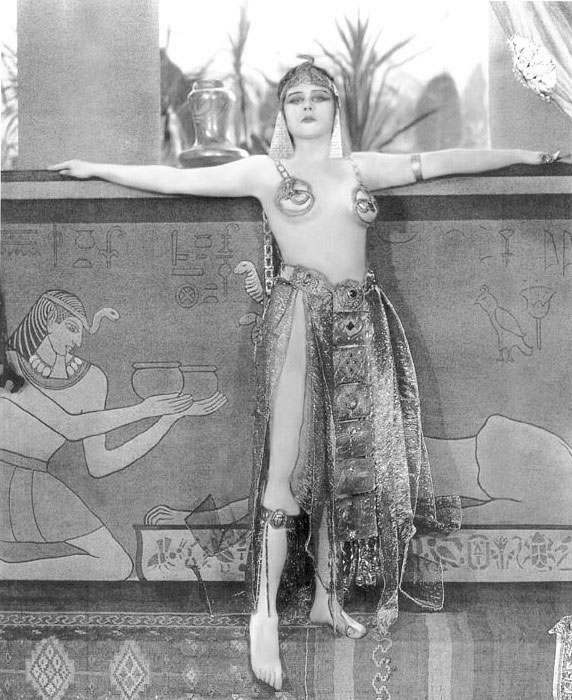
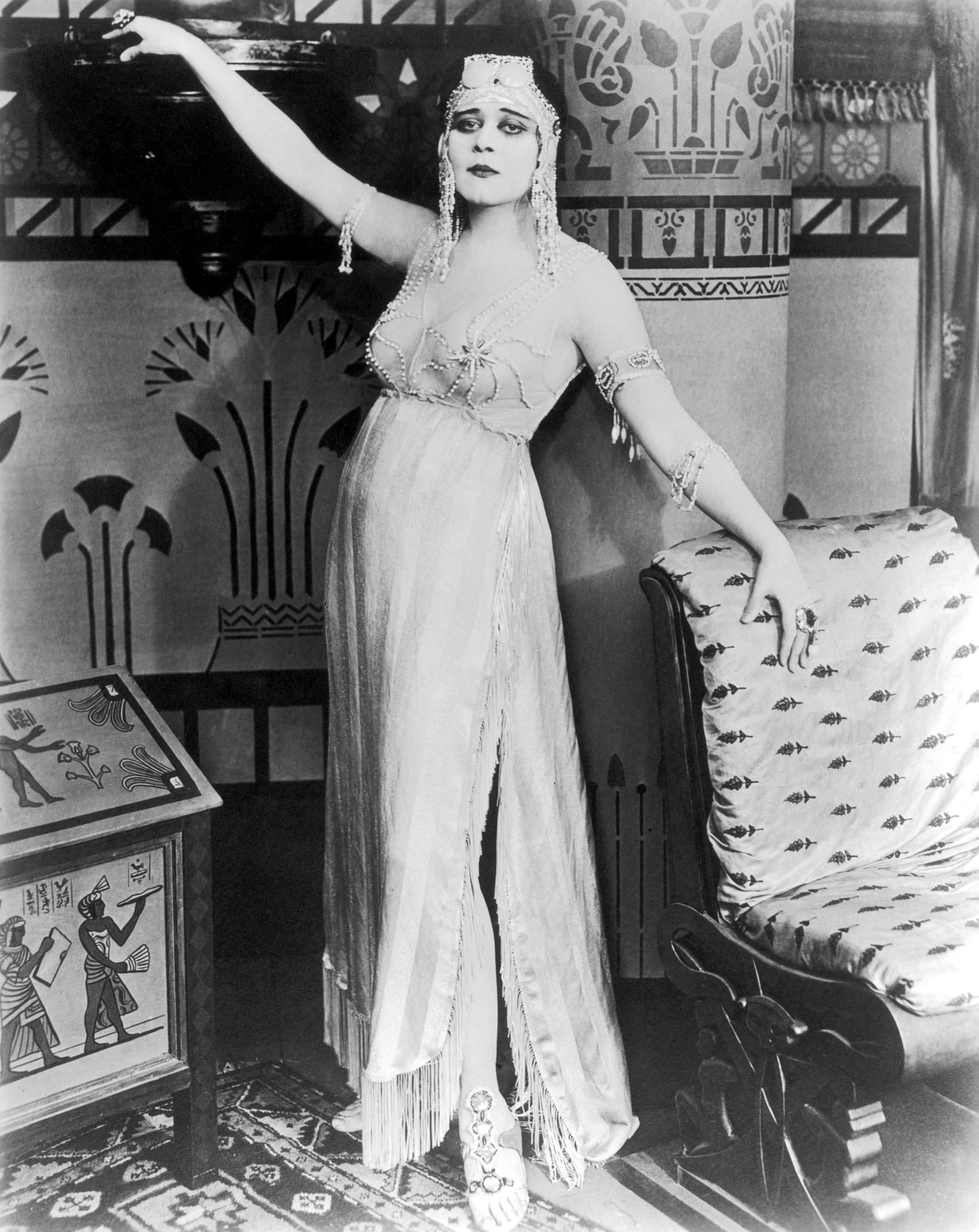
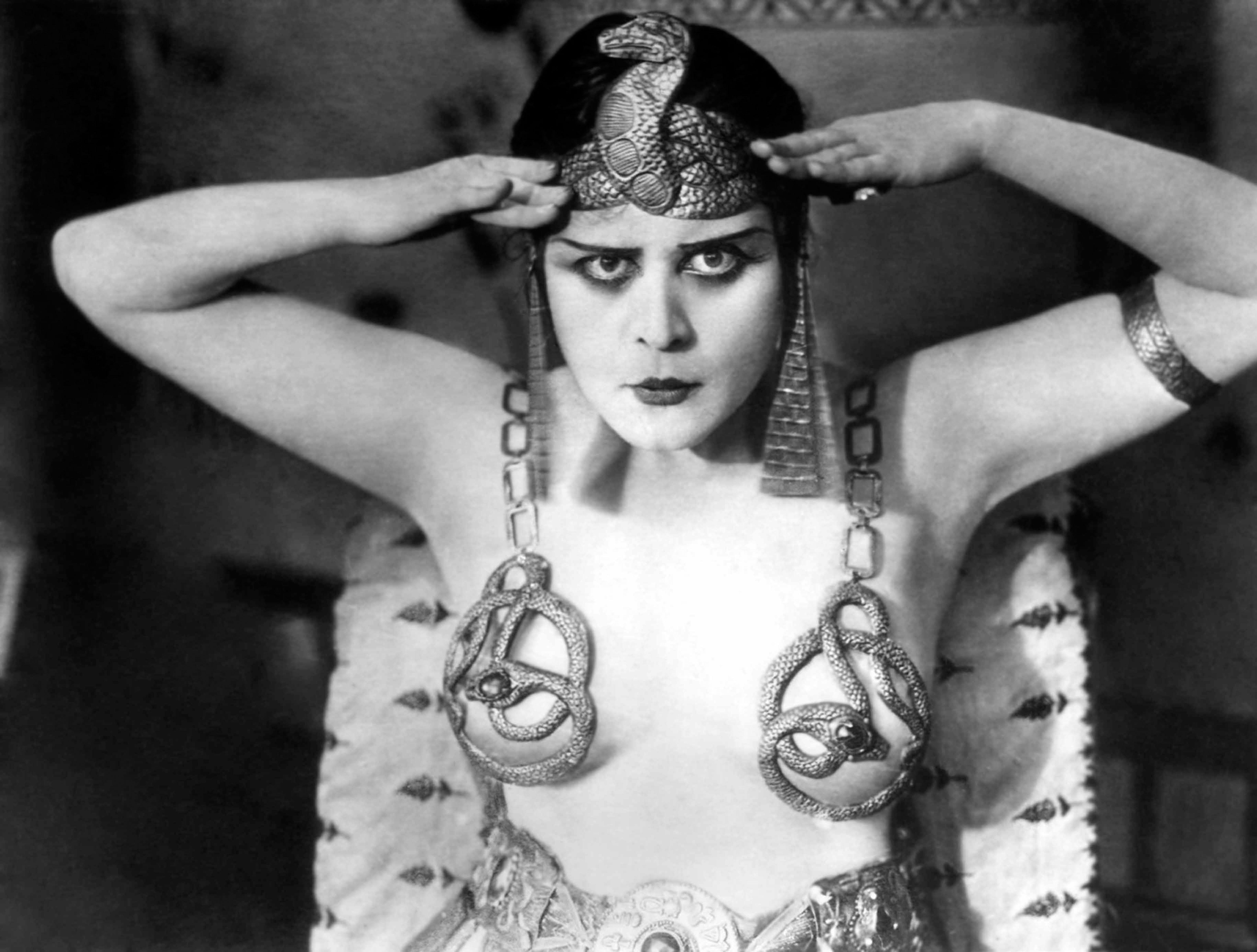